# Ideal Records
Ideal Records est une maison de disques américaine de langue espagnole fondée par Armando Marroquín et Paco Betancourt qui possédait la société de distribution de disques Rio Grande Music à San Benito, en 1946, à Alice au Texas. Une première étape de l'histoire du label s'est terminée, en 1960, quand Armando Marroquín et Paco Betancourt ont décidé de restructurer leurs entreprises et de séparer leurs activités.

## Histoire
Pendant les années 1930, les principales maisons de disques américaines, comme Bluebird, Decca, Okeh et 
Vocalion s'étaient intéressées aux musiques régionales, ethniques ou folkloriques. Elles avaient enregistré et distribué les œuvres d'artistes tels que Narciso Martínez, Lydia Mendoza ou Gaytan y Cantu. Au début des années 1940, en partie à cause des pénuries de fournitures dues à l'effort de guerre, en partie à cause des difficultés techniques liées à la réalisation de ces enregistrements, elles recentrèrent leurs catalogues sur les musiques populaires destinées aux classes moyennes. Dans le même temps, le pouvoir d'achat des minorités texanes de langue espagnole, comme celle de millions d'autres travailleurs d'origine rurale, partout aux États-Unis, avait augmenté grâce aux bons salaires qu'ils pouvaient obtenir en travaillant pour les entreprises industrielles qui fournissaient les moyens nécessaires à la conduite de la guerre. Ces travailleurs voulaient pouvoir écouter leurs musiques favorites pour se distraire pendant leurs loisirs.
La musique mexicaine ou mexico-américaine en langue espagnole, produite au Mexique ou à Los Angeles pouvait être acquise moyennant pas mal de paperasses. Mais elle était, pour l'essentiel, composée de chansons dans lesquelles l'interprète s'accompagnait à la guitare ou d'enregistrements d'orchestres de Mariachis qui avaient été populaires avant la guerre. Mais les goûts musicaux des habitants de la vallée du Rio Grande avaient évolué et ils réclamaient désormais de pouvoir écouter et danser au son de l'accordéon.
En 1946, Armando Marroquín qui avait développé, à la fin des années 1930, une affaire de jukeboxes, bien que ceux-ci ne contiennent alors qu'une douzaine de disques, éprouve des difficultés pour alimenter son réseau de points d'écoute en nouveautés. Il fait l'acquisition d'un dispositif d'enregistrement électrique, et prend des contacts en Californie afin d'obtenir des coûts de reproduction acceptables. 
Le premier titre qu'il enregistre, dans la salle de séjour familiale, « Se Me Fue Mis  Amor » est interprété par le duo « Carmen y Laura », composé de son épouse Carmen Hernández et de sa belle-sœur Laura Hernández (épouse Cantú), accompagné par l'accordéoniste Isaac Figuorea, le bajosextiste Juan Garcia, et le contrebassiste Jesús García au Tololoche,,. Il publie et diffuse alors ses disques sous l'étiquette « 4 Star » qui n'est pas un label discographique, mais simplement le nom de la société californienne qui presse les disques,.
En 1946, il s'associe avec Paco Betancourt qui possède à San Benito, la Rio Grande Music Company, une entreprise qui distribue des disques pour RCA et pour Columbia, installe, maintient et approvisionne des jukebox et tout aussi bien des flippers et d'autres machines dotées de Monnayeur, pour créer à Alice, le label Ideal Records.

## Interprètes
- Nico Guerrero.
- Ninfa Y Juan.
- Pepe Maldonado.
- Ramiro Sanchez.
- Ramon Piñon.
- Ray Monsivais.
- Reynaldo Barrera.

- Ricardo Guzman.
- Roberto Vargas.
- Rosita Fernández.

- Rosita y Laura.
- Sanchez y Valdez.

- Solis y Gaytán.
- Sylvia Mendez.

- Tony De La Rosa.
- Valerio Longoria.
- Wally Armendárez.